# Al-Humajri
Al-Humajri (arab. الحميري) – miejscowość w Syrii, w muhafazie Hama. W 2004 roku liczyła 1797 mieszkańców.